# Manyonia peculiaris
 Manyonia peculiaris (Verdc.) H.Rob., 1999 è una pianta angiosperma dicotiledone della famiglia delle Asteraceae. Manyonia peculiaris è anche l'unica specie del genere Manyonia H.Rob., 1999.

## Etimologia
Il nome scientifico della pianta è stato definito per la prima volta dai botanici Bernard Verdcourt (1925-2011) e Harold Ernest Robinson (1932-2020) nella pubblicazione Proceedings of the Biological Society of Washington (Proc. Biol. Soc. Washington 112(1): 225) del 1999. Il nome scientifico del genere è stato definito per la prima volta dal botanico Harold Ernest Robinson (1932-2020) nella pubblicazione Proceedings of the Biological Society of Washington (Proc. Biol. Soc. Washington 112(1): 224) del 1999.

## Descrizione
Le piante di questa voce sono erbacee perenni con steli ramificati e ispidi per peli semplici oppure peli simmetrici a forma di "T" (altezza massima 30-120 cm). Gli organi interni contengono lattoni sesquiterpenici.
Le foglie a volte formano una rosetta basale; mentre lungo il caule sono disposte in modo alterno. La forma della lamina è ellittica con base cuneata e apice corto-acuminato. Le venature sono pennate. I bordi sono seghettati. Le stipole sono assenti. La superficie superiore è verde e pubescente, quella inferiore è più scura con ghiandole sessili. Dimensione delle foglie: larghezza 0,8-8,5 cm; lunghezza 2,5-20 cm
Le infiorescenze sono formate da capolini, peduncolati (lunghezza 2-3 mm) o subsessili ai nodi, raccolti in formazioni di tipo cimoso-scorpioide o seriale. I capolini sono composti da un involucro a forma urceolata formato da circa 100 brattee disposte in modo embricato su circa 3 - 4 serie che fanno da protezione al ricettacolo sul quale s'inseriscono i fiori tubulosi. Le brattee, connate e per lo più persistenti, sono colorate di verde chiaro con apici più scuri, sono patenti e a forma subulata. Il ricettacolo, piatto o convesso, è nudo (senza pagliette). Lunghezza dell'involucro: 4,5-7 mm). Lunghezza delle brattee: 2,5-6 mm).
I fiori, circa 35 per ogni capolino, sono tetra-ciclici (ossia sono presenti 4 verticilli: calice – corolla – androceo – gineceo) e pentameri (ogni verticillo ha in genere 5 elementi). I fiori sono inoltre ermafroditi (e fertili) e actinomorfi (ossia tubulosi).
- Formula fiorale:

*/x K {\displaystyle \infty }, [C (5), A (5)], G 2 (infero), achenio
- Calice: i sepali del calice sono ridotti ad una coroncina di squame.
- Corolla: la corolla dei fiori è formata da un tubo glabro terminante in 5 lunghi lobi. Il colore varia da porpora a malva chiaro, raramente crema. Lunghezza della corolla: 3-6 mm). Lunghezza dei lobi: 1-1,5 mm).
- Androceo: gli stami sono 5 con filamenti liberi e distinti, mentre le antere sono saldate in un manicotto (o tubo) circondante lo stilo.[12] Le teche delle antere sono arrotondate, mentre le antere non sono caudate. Il polline è tricolporato (con tre aperture sia di tipo a fessura che tipo isodiametrica o poro) ed echinato (con punte), inoltre non è "lophato".[13]
- Gineceo: lo stilo è filiforme con base provvista di nodi e peli a forma di spazzola. L'ovario è infero uniloculare formato da 2 carpelli. L'ovulo è unico e anatropo. Gli stigmi dello stilo sono due ed hanno la superficie stigmatica interna (vicino alla base).[14]

I frutti sono degli acheni con pappo. La forma dell'achenio è obcompressa (leggermente spiralato) con 4 - 5 coste, spesso alate e provviste di densi rafidi subquadrati; la superficie può essere glabra o setolosa. Sono presenti idioblasti a solchi. Non è presente la fitomelanina. Il pappo è formato da fragili setole o squamelle persistenti ed è disposto su due serie (in quella esterna le squame sono più piccole e triangolari). Lunghezza dell'achenio: 1,4-2 mm). Lunghezza delle squame: esterne 0,1-0,2 mm); interne 3-5 mm).

## Biologia
- Impollinazione: l'impollinazione avviene tramite insetti (impollinazione entomogama tramite farfalle diurne e notturne).
- Riproduzione: la fecondazione avviene fondamentalmente tramite l'impollinazione dei fiori (vedi sopra).
- Dispersione: i semi (gli acheni) cadendo a terra sono successivamente dispersi soprattutto da insetti tipo formiche (disseminazione mirmecoria). In questo tipo di piante avviene anche un altro tipo di dispersione: zoocoria. Infatti gli uncini delle brattee dell'involucro si agganciano ai peli degli animali di passaggio disperdendo così anche su lunghe distanze i semi della pianta.

## Distribuzione e habitat
Le specie di questo gruppo si trovano principalmente nella Tanzania in aree dove sono presenti affioramenti rocciosi nelle fasce di boscaglia da 850 a 1 700 metri di quota.

## Tassonomia
La famiglia di appartenenza di questa voce (Asteraceae o Compositae, nomen conservandum) probabilmente originaria del Sud America, è la più numerosa del mondo vegetale, comprende oltre 23 000 specie distribuite su 1 535 generi, oppure 22 750 specie e 1 530 generi secondo altre fonti (una delle checklist più aggiornata elenca fino a 1 679 generi). La famiglia attualmente (2021) è divisa in 16 sottofamiglie.

### Filogenesi
Le specie di questo gruppo appartengono alla sottotribù Dipterocypselinae descritta all'interno della tribù Vernonieae Cass. della sottofamiglia Vernonioideae Lindl.. Questa classificazione è stata ottenuta ultimamente con le analisi del DNA delle varie specie del gruppo. Da un punto di vista filogenetico in base alle ultime analisi sul DNA la tribù Vernonieae è risultata divisa in due grandi cladi: Muovo Mondo e Vecchio Mondo. I generi di Dipterocypselinae appartengono al subclade relativo all'America tropicale (l'altro subclade americano comprende anche specie del Nord America e del Messico).
I caratteri distintivi per le specie di questo gruppo sono:
- l'origine delle piante è africana;
- le infiorescenze sono cimose-seriali;
- il polline non è "lophato";
- gli acheni sono visibilmente a 5 coste con densi rafidi subquadrati.

### Sinonimi
È elencato un sinonimo per questa entità:
- Vernonia peculiaris Verdc.